# Bernard Kobes
Leonard Bernard Kobes (Vriezenveen, 30 juli 1945) is een Nederlands burgemeester en lid van het CDA.

## Biografie
Kobes was al op jonge leeftijd actief in de lokale politiek. Zo werd hij in 1968 gemeenteraadslid in zijn geboorteplaats. In de periode van 1975 tot 1986 doceerde hij geschiedenis, maatschappijleer en staatsinrichting op het College Noetsele in Nijverdal. Daarna werd hij wethouder in de gemeente Hellendoorn en in 1991 volgde zijn benoeming tot burgemeester van de toenmalige gemeente Zwartsluis. Zeven jaar later werd hij waarnemend burgemeester van Ommen en in september 2000 werd Kobes de burgemeester van Wierden. Precies negen jaar later volgde zijn benoeming tot waarnemend burgemeester van de gemeente Twenterand waartoe ook de voormalige gemeente Vriezenveen behoort. Daarmee is hij dus min of meer terug waar hij begon. In de zomer van 2010 werd hij daar door Cornelis Visser opgevolgd.
Kobes woont in Enter. Ondanks dat Kobes heden ten dage geen politieke functie bekleedt maakte hij zich in 2013 hard voor het realiseren van een snelweg tussen Enschede en Zwolle, de A35, door het aanschrijven van regionale bestuurders, minister Melanie Schultz van Haegen en gedeputeerde Gerrit-Jan Kok voor een gezamenlijke aanpak van provincie en Regio Twente. Van 2011 tot 2020 was hij tevens voetbalverslaggever voor het amateurvoetbal, eerst voor het Nederlands Dagblad en daarna voor De Bunschoter.

## Persoonlijk
Broer Hans Kobes (1951-2015) was tussen 1987 tot 1998 raadslid en wethouder voor dezelfde partij.